# Cristina Farfán
María Cristina Farfán Manzanilla, más conocida como Cristina Farfán o Cristina Farfán de García Montero, (Mérida, 24 de julio de 1846 - Villahermosa, 22 de agosto de 1880) fue una destacada educadora, poeta y escritora mexicana que promovió la educación de las mujeres y estuvo implicada en el surgimiento de la primera ola del movimiento feminista en México. También fue una de las pioneras del periodismo literario femenino.

## Biografía

### Primeros años
Cristina Farfán nació el 24 de julio de 1846 en Mérida, Yucatán; era hija de José María Farfán y Candelaria Manzanilla. Fue criada en un ambiente estricto y educada en casa por el abogado y profesor, José María Jesús Apolinario García Montero, conocido como José García Montero.

### Carrera
Cristina impartió clases en el Colegio La Encarnación de Mérida. Junto con Gertrudis Tenorio Zavala y Rita Cetina Gutiérrez, fundó La Siempreviva el 3 de mayo de 1870, una organización cultural que incluía la primera escuela laica para niñas de México, así como una escuela de arte para mujeres jóvenes; una sociedad científica y literaria; y una revista, escrita específicamente por y para mujeres. Cuidándose de no dar una imagen anticlerical, las profesoras de la escuela, que fue dirigida por Cetina, basaron sus programas de estudios en la ciencia y el racionalismo, con el argumento de que las mujeres eran capaces de tener un pensamiento intelectual y de trabajar. Farfán, Cetina y Tenorio fueron el primer grupo que promovió públicamente la educación de las mujeres en Yucatán.
La revista literaria, que enfatizaba los escritos feministas y expuso por primera vez a muchas mujeres mexicanas al feminismo europeo, se imprimía con apoyo del gobierno estatal y estuvo en circulación durante aproximadamente dos años. Además de encargarse de la edición de la revista, las tres amigas publicaron poemas dedicados a la mejora de las mujeres y a su educación. El primer trabajo publicado de Farfán fue La Aurora, una compilación de los trabajos de Cetina, Tenorio y ella misma, que apareció en 1870. Las obras de Farfán aparecieron en La Siempreviva durante el periodo de 1870 a 1872 y también publicó una colección de ensayos y poemas en La Primavera en 1874.
Farfán se casó con José García Montero, su antiguo profesor, el 1 de julio de 1877 en Mérida, después del matrimonio la pareja se trasladó a Tabasco. En la capital del estado de Tabasco fundó la revista El Recreo del Hogar en 1879, de la que fue directora y jefa de redacción, colaborando con otras feministas como Dolores Correa Zapata. También fundó la escuela Colegio del Porvenir en 1880. La revista y la escuela tenían como base los temas científicos que anteriormente había implementado en Mérida.
Su producción literaria se encuentra dispersa en diversos ejemplares de Biblioteca de Señoritas, El Recreo del Hogar, El Renacimiento, La Primavera, La Ilustración de Barcelona, La Siempreviva y en diferentes medios impresos a nivel nacional e internacional. Además fue elegida para formar parte de la antología Poetisas mexicanas. Siglos XVI, XVII, XVIII Y XIX (1893) —compilada por José María Vigil—, que se presentó en la Exposición Mundial Colombina de Chicago de ese mismo año, en ella se incluyeron sus poemas: «La flor del bosque», «Mi todo» y «Mi hogar».

### Muerte y legado
Farfán murió durante el parto la mañana del 22 de agosto de 1880 en San Juan Bautista (nombre que tenía en esa época la ciudad de Villa Hermosa, Tabasco), mientras su esposo estaba de viaje en la Ciudad de México. Su hija recién nacida murió poco después. Algunos de los autores más destacados de la época escribieron un folleto con un elogio funerario en su memoria, para conmemorar las contribuciones de Farfán como pionera de la educación y el periodismo literario.
Tres años después de su muerte el periódico El Dominguero le otorgó el título de «Misionera de la Civilización», como reconocimiento a que sus contribuciones literarias cambiaron la percepción social y las oportunidades de las mujeres. Su marido trasladó sus restos de Tabasco a la cripta familiar en Mérida en 1885. Al nuevo servicio funerario asistieron dignatarios, amigos y colegas.